# ロイデン・ラム
ロイデン・ラム（英語: Royden Lam、中国語: 林鼎智、1975年9月8日 - ）は、香港のダーツプレイヤー。 

## 来歴
ラムはソフトティップダーツのプレイヤーとしてよく知られるが、スティールティップダーツ（ハードダーツ）でも成績を残している。 
2009年の香港オープンでは決勝で中国のLiu Cheng-Anを破って優勝した。2010年のジャパンオープンの決勝ではオーストラリアのカイル・アンダーソンに、アジアパシフィックカップの準々決勝では日本の橋本守弘にそれぞれ敗れた 。2011年11月に行われた2012年のPDC ワールド・ダーツ・チャンピオンシップの中国国内の予選では、出場権の獲得を目前としながら決勝でスコット・マッケンジーに3-4で敗れた。 
2013年のPDCプロツアーでは、ラムはPDC Q-Schoolにエントリーし、最終日にツアーカード（本大会への優先出場権）を獲得したが、年間を通して約20戦行われるトーナメントのうち3つにしか出場せず、そのうちのUKオープン (2013 UK Open) においては第1ラウンドでウェイン・ジョーンズに3-5で敗れた。 
2013年10月に行われた2014年のPDC ワールド・ダーツ・チャンピオンシップの国内予選では、決勝でDeng Yinを5-0のストレートで下し、本大会への出場権を手にした。本大会では、予選ラウンドで世界ランク65位のジーノ・ヴォス に4–1で勝利したが、第1ラウンドでウェス・ニュートンに1-3で敗れた。 
2014年6月には、スコット・マッケンジーとともに香港代表としてPDC ワールド・カップに出場した (2014 PDC World Cup of Darts)。第1ラウンドでノルウェーを5-2で破り、第2ラウンドでオーストラリアと対戦。ラムはサイモン・ウィットロックとのシングルスマッチに2-4で敗れ、マッケンジーはポール・ニコルソンとのシングルスマッチに4-1で勝利。タイとしてダブルスマッチに持ち込んだが、0-4で完敗を喫した。 
2015年のワールドカップにも前年に引き続きマッケンジーと出場した。 第1ラウンドでは、ウェールズのマーク・ウェブスターとジェイミー・ルイスに5-3で勝利。 第2ラウンドではアイルランドと対戦し、ラムはウィリアム・オコナーに4-1で勝利。マッケンジーはコニー・フィナンに3-4で敗れたが、ダブルスマッチで4-3で勝利し準々決勝進出を決めた。準々決勝では第2シードであるスコットランドと対戦したが、ラムはゲイリー・アンダーソンに、マッケンジーはピーター・ライトに、それぞれ4-2で敗退した。 
2016年のワールドカップにも3年連続となるマッケンジーとのペアで出場したが、第1ラウンドでアイルランドに5-4で敗れた 。同年のマレーシアオープンでは決勝でマーク・ジュミンを破り優勝したが、同年11月に行われた2017年のPDC ワールド・ダーツ・チャンピオンシップの予選となる南アジア予選の準決勝ではジュミンに敗れた。 
2017年1月に行われたPDC Q-Schoolでは、2日目の最終ラウンドでホセ・デ・ソーサを5-2で破り、2017年と2018年の2年間のツアーカードを取得。アジアとイギリスで様々なイベントを行うこと表明した。2017年のワールドカップには新たにカイファン・レオンとペアを組んで出場したが、第1ラウンドでロシアに3-5で敗れた。 

## ワールド・ダーツ・チャンピオンシップの成績

### PDC
- 2014年: 第1ラウンド (1 - 3 ウェス・ニュートンに敗北)
- 2019年: 第1ラウンド (0 - 3 ダニー・ノッパート（英語版）に敗北)
- 2022年: 第1ラウンド (2 - 3 キーン・バリーに敗北)